# Donja Obrijež
Donja Obrijež falu Horvátországban Pozsega-Szlavónia megyében. Közigazgatásilag Pakráchoz tartozik.

## Fekvése
Pozsegától légvonalban 45, közúton 60 km-re, községközpontjától légvonalban 8, közúton 10 km-re északnyugatra, Nyugat-Szlavóniában fekszik. Nyugatról Ploštine, délről Toranj és Mali Banovac, keletről Veliki Banovac határolja.

## Története
A térség a középkorban Fejérkő várának uradalmához tartozott, a 16. század közepétől több mint száz évig török uralom alatt állt. A 17. század végétől a török kiűzése után a területre folyamatosan telepítették be a keresztény lakosságot. Első írásos említése 1698-ban „Obrez” alakban a török uralom alól felszabadított települések összeírásában történt. Az első katonai felmérés térképén „Dorf Obris” néven találjuk. Lipszky János 1808-ban Budán kiadott repertóriumában „Obries” néven szerepel. Nagy Lajos 1829-ben kiadott művében „Obries” néven összesen 123 házzal, 564 katolikus és 266 ortodox vallású lakossal találjuk.
1876-ban a Dolomitok aljáról, Belluno környékéről olaszok települtek be. A településnek 1857-ben 211, 1910-ben 721 lakosa volt. 1910-ben a népszámlálás adatai szerint lakosságának 50%-a horvát, 20%-a olasz, 14%-a szerb, 9%-a magyar, 5%-a cseh anyanyelvű volt. Pozsega vármegye Pakráci járásának része volt. Az első világháború után 1918-ban az új szerb-horvát-szlovén állam, majd később (1929-ben) Jugoszlávia része lett. 1991-ben lakosságának 70%-a horvát, 24%-a olasz nemzetiségű volt. 2011-ben 235 lakosa volt.

## Lakossága
| Lakosság változása | Lakosság változása | Lakosság változása | Lakosság változása | Lakosság változása | Lakosság változása | Lakosság változása | Lakosság változása | Lakosság változása | Lakosság változása | Lakosság változása | Lakosság változása | Lakosság változása | Lakosság változása | Lakosság változása | Lakosság változása |
| ------------------ | ------------------ | ------------------ | ------------------ | ------------------ | ------------------ | ------------------ | ------------------ | ------------------ | ------------------ | ------------------ | ------------------ | ------------------ | ------------------ | ------------------ | ------------------ |
| 1857               | 1869               | 1880               | 1890               | 1900               | 1910               | 1921               | 1931               | 1948               | 1953               | 1961               | 1971               | 1981               | 1991               | 2001               | 2011               |
| 211                | 667                | 719                | 621                | 668                | 721                | 743                | 758                | 700                | 710                | 630                | 496                | 377                | 321                | 264                | 235                |

(1869-ben és 1880-ban Donja és Gornja Obrijež lakosságát még Orbijež néven együtt számították.)

## Nevezetességei
- Szent Mária Magdolna tiszteletére szentelt római katolikus plébániatemploma helyén korábban egy 1850 és 1853 között épült fakápolna állt faoszlopokon álló haranglábbal. Régen itt volt a falu katolikus temetője is, melyet később áthelyeztek. 1887-ben a baldjevinai és a donja obriježi hívek a környékbeli lakossággal együtt mozgalmat indítottak annak érdekében, hogy a püspökség engedélyezze önálló plébánia létesítését. Végül ezt csak Baldjevinán engedélyezték 1904-ben. A mai templomot 1914-ben kezdték építeni, de az első világháború miatt az építés félbemaradt. Végül 1918-ban fejezték be. Donja Obrijež csak 1945-ben lett plébánia székhelye. A második világháború után az épületet többször átalakították, megújították.
- A Ploštináról Gonja Obrijeֻžre vezető út mentén áll a Keresztelő Szent János tiszteletére szentelt pravoszláv parochiális templom. A templomot 1900-ban építették a 18. századi fatemplom helyén. Mellette található a régi pravoszláv temető.

## Sport
Az NK Croatia Donja Obrijež labdarúgóklubot 1975-ben alapították.